# 希尔施费尔德 (萨克森州)
希尔施费尔德（德語：Hirschfeld）是德国萨克森州的市镇，隶属于茨维考县。总面积为18.98平方千米，截至2023年12月31日总人口为1,068人。